# Sonate K. 381
Pour la sonate de Mozart, voir Sonate pour piano à quatre mains en ré majeur, K. 381/123a.
La sonate K. 381 (F.327/L.225) en mi majeur est une œuvre pour clavier du compositeur italien Domenico Scarlatti.

## Présentation
La sonate K. 381 en mi majeur, notée Allegro, est liée à la sonate précédente, l'une des plus jouées du répertoire. L'association figure dans toutes les sources.

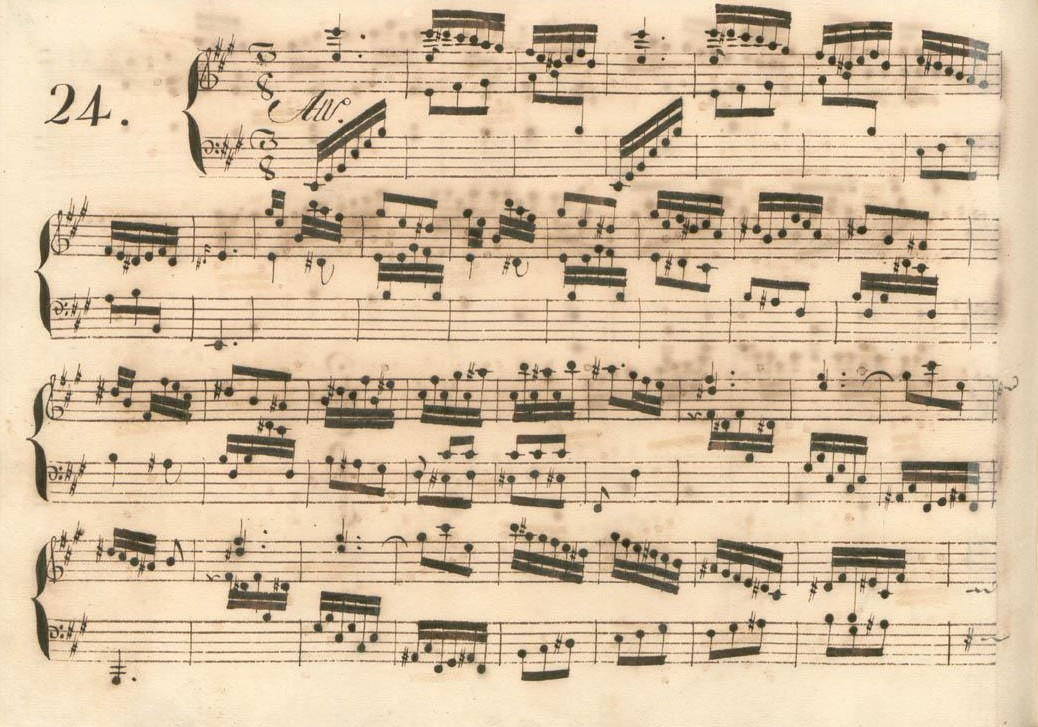
Début de la sonate, extraite du volume X du manuscrit de Parme.

## Manuscrits
Le manuscrit principal est le numéro 24 du volume VIII (Ms. 9779) de Venise (1754), copié pour Maria Barbara ; les autres sont Parme X 24 (Ms. A. G. 31415), Münster IV 48 et Vienne B 48 (VII 28011 B).

## Interprètes
Les interprètes de la sonate K. 381 sont, au piano, Christian Zacharias (1984, EMI), Maria Tipo (1987, EMI), Fabio Grasso (2005, Accord), Gerda Struhal (2007, Naxos, vol. 12), Olivier Cavé (2008, Æon) et Carlo Grante (2013, Music & Arts) ; au clavecin, Ralph Kirkpatrick (1970, Archiv), Trevor Pinnock (1984, Archiv), Rafael Puyana (1984, Harmonia Mundi), Scott Ross (1985, Erato), Maggie Cole (1986, Amon Ra), Colin Tilney (1995, Music & Arts), Nicolau de Figueiredo (2001, Intrada), Richard Lester (2003, Nimbus, vol. 3) et Pieter-Jan Belder (Brilliant Classics) et Pierre Hantaï (2015, Mirare). Emilia Fadini la joue sur piano-forte (Stradivarius) et Charles Metz, sur un piano-forte carré, fabriqué en 1806 par Clementi (2023, Navona) ; Susan Miron dans son arrangement pour harpe, parmi dix sonates (2005, Centaur, vol. 2).

## Sources
: document utilisé comme source pour la rédaction de cet article.
- Ralph Kirkpatrick (trad. de l'anglais par Dennis Collins), Domenico Scarlatti, Paris, Lattès, coll. « Musique et Musiciens », 1982 (1re éd. 1953 (en)), 493 p. (OCLC 954954205, BNF 34689181), p. 194.
- Alain de Chambure/Scott Ross, « Domenico Scarlatti : Intégrale des sonates — Scott Ross », p. 196, Erato (2564-62092-2), 1985 (OCLC 891183737) .